# پائوسا، پرو
پائوسا (به اسپانیایی: Pausa) یک شهرک در پرو است که در منطقه آیاکوچو واقع شده‌است. پائوسا ۲٬۵۲۴ متر بالاتر از سطح دریا واقع شده‌است.